# Mike Coffman
Michael Coffman, detto Mike (St. Robert, 19 marzo 1955), è un politico statunitense, membro della Camera dei Rappresentanti per lo stato del Colorado dal 2009 al 2019 e sindaco di Aurora dal 2019.

## Biografia
Figlio di un militare, Coffman nacque nel Missouri e nel 1972 si arruolò nell'esercito. Dopo gli studi universitari lasciò l'esercito per il corpo dei marines e nel 1983 passò nelle riserve.
Entrato in politica con il Partito Repubblicano, nel 1989 venne eletto all'interno della legislatura statale del Colorado, dove rimase fino al 1999. In quell'anno infatti fu eletto Tesoriere di stato del Colorado, carica che mantenne fino al 2005, quando lasciò il posto per prestare servizio in Iraq con i marines. Coffman rientrò in patria l'anno successivo e tornò a svolgere le funzioni di Tesoriere di stato. Alcuni mesi dopo venne eletto Segretario di stato del Colorado e rimase in carica per due anni, finché nel 2009 approdò alla Camera dei Rappresentanti come successore di Tom Tancredo.
Coffman venne riconfermato anche nelle successive elezioni, sebbene nel 2012 una ridefinizione dei distretti congressuali portò il suo distretto ad una ridistribuzione dell'elettorato che rendeva le elezioni molto più competitive.
Mike Coffman è sposato con Cynthia, collaboratrice di alcuni politici fra cui l'ex governatore del Colorado Bill Owens.